# Odžaci (Konjic)
Pour les articles homonymes, voir Odžaci.
Odžaci (en cyrillique : Оџаци) est un village de Bosnie-Herzégovine. Il est situé dans la municipalité de Konjic, dans le canton d'Herzégovine-Neretva et dans la fédération de Bosnie-et-Herzégovine. Selon les premiers résultats du recensement bosnien de 2013, il compte 80 habitants.

## Histoire
Sur le territoire du village se trouvent trois nécropoles inscrites sur la liste des monuments nationaux de Bosnie-Herzégovine : la nécropole de Česmina glava qui abrite 68 stećci, un type particulier de tombes médiévales, la nécropole de Gradić avec 100 stećci et la nécropole de Poljice avec 49 stećci.
Dans le village, la tour-résidence Šurković est elle aussi classée.

## Démographie

### Évolution historique de la population
| 1948 | 1953 | 1961 | 1971 | 1981 | 1991 | 2013 |
| ---- | ---- | ---- | ---- | ---- | ---- | ---- |
| -    | -    | 169  | 177  | 153  | 105  | 80   |

|  |

### Communauté locale
En 1991, la communauté locale d'Odžaci comptait 1 097 habitants, répartis de la manière suivante :